# 継続割引サービス
継続割引サービス（けいぞくわりびきサービス）は、携帯電話料金の割引サービスの一つ。NTTドコモグループでは継続利用割引、auでは長期優待割引または長期割引サービス、ソフトバンクモバイルでは継続割引と称される。

## 概要
携帯電話の継続使用により、基本料金の割引が受けられるサービスである。割引は加入後2年目から受けることができ、加入年数に応じ割引率が増加する。一般に、携帯電話を契約すると自動適用され、申し込みは不要である。月額料金も不要であるほか、縛りプランではないので、このサービスのみを受けている場合は、途中解約の際の解約金も発生しない。
同様の割引である年間割引サービスに比べ、一般に割引率が低いこと、加入1年目には割引が受けられないこと、さらに年間割引サービスとの併用はできないことから、本サービスを利用している加入者は少ない。
そのほか、割引については基本料金のみが対象であり、パケット定額料金など各種サービス料金に割引は適用されない。これは年間割引サービスなども同様である。

## 各社の詳細

### 継続利用割引（NTTドコモグループ）
- 2年目から7%の基本料金割引が受けられる。最大割引率は15%（6年目以降）
- ファミリー割引（25%割引）と併用した場合、単純加算で最大40%の基本料金割引となる。
- （新）いちねん割引・いちねん割引との併用不可。

### 長期割引（au）
関東・中部地区では長期優待割引、それ以外の地区では長期優待割引のほか長期割引サービスが設定されている。
長期優待割引
- 関東・中部地区のすべてのプランと、関東・中部地区以外のCDMA 1X WINが対象。
- 2年目から5%の基本料金割引が受けられる。最大割引率は15%（5年目以降）
- 家族割（25%割引）との併用可能。
- 年割・誰でも割・ガク割・スマイルハート割引と併用不可。

長期割引サービス
- 関東・中部地区以外のCDMA 1Xが対象。
- 基本料金割引は2年目から2%割引、最大割引率は5%（6年目以降）と小さいが、通話料金が別途割引となり、5%（2年目）～12%（6年目以降）が割り引かれる。
- 年割・誰でも割・ガク割・スマイルハート割引と併用不可。

### 継続割引（ソフトバンクモバイル）
以下はボーダフォン時代からの料金プランの利用者について適用される内容である。
- 2年目から5%の基本料金割引が受けられる。最大割引率は15%（6年目以降）
- 年間割引・ハッピーボーナスとの併用不可。